# Signs (canção)
"Signs" é o terceiro single do sétimo álbum de estúdio R & G (Rhythm & Gangsta): The Masterpiece  do rapper Snoop Dogg . A música foi produzida por The Neptunes , e tem participação dos cantores Charlie Wilson e Justin Timberlake . O single foi lançado em março de 2005.
A música foi trilha sonora do filme A Família da Noiva , estrelado por Ashton Kutcher e Bernie Mac.

## Lista de faixas
| Descarga digital |                   |         |  |
| N.º              | Título            | Duração |  |
| 1.               | "Signs"           | 3:58    |  |
| 2.               | "Pass It Pass It" | 4:35    |  |

## Tabelas musicais
| Paradas musicais (2005)                        | Melhor posição |
| ---------------------------------------------- | -------------- |
| Austrália (ARIA)                               | 1              |
| Áustria (Ö3 Austria Top 75)                    | 5              |
| Bélgica (Ultratop 50 de Flandres)              | 11             |
| Bélgica (Ultratop 50 da Valônia)               | 20             |
| Dinamarca (Hitlisten)                          | 3              |
| França (SNEP)                                  | 13             |
| O campo songid é OBRIGATÓRIO PARA PARADA ALEMÃ | 3              |
| Hungria (Rádiós Top 40)                        | 25             |
| Hungria (Dance Top 40)                         | 16             |
| Irlanda (IRMA)                                 | 2              |
| Itália (FIMI)                                  | 7              |
| Países Baixos (Dutch Top 40)                   | 4              |
| Países Baixos (Single Top 100)                 | 6              |
| Nova Zelândia (Recorded Music NZ)              | 4              |
| Noruega (VG-lista)                             | 12             |
| Suécia (Sverigetopplistan)                     | 58             |
| Suíça (Schweizer Hitparade)                    | 5              |
| Reino Unido (UK Singles Chart)                 | 2              |
| Estados Unidos (Billboard Hot 100)             | 46             |
| Estados Unidos (Billboard Mainstream Top 40)   | 17             |

## Vendas e certificações
| Austrália (ARIA) | Ouro  | 35.000*  |
| Estados Unidos (RIAA) | Ouro  | 500.000* |
| Nova Zelândia (RIANZ) | Ouro  | 7.500*   |
| Reino Unido (BPI) | Prata | 200.000* |
| *número de vendas baseado na certificação ^ figuras embarques com base apenas na certificação ºnúmeros não especificados baseando-se apenas na certificação |       |          |